# 6741 Liyuan
6741 Liyuan è un asteroide della fascia principale. Scoperto nel 1994, presenta un'orbita caratterizzata da un semiasse maggiore pari a 2,3017931 UA e da un'eccentricità di 0,1948474, inclinata di 5,69875° rispetto all'eclittica.